# إد أتكينز
إد أتكينز (بالإنجليزية: Ed Atkins)‏ هو رسام بريطاني، ولد في 1982 في أكسفورد في المملكة المتحدة.

## وصلات خارجية
- إد أتكينز على موقع IMDb (الإنجليزية)
- إد أتكينز على موقع مونزينجر (الألمانية)
- إد أتكينز على موقع ميوزك برينز (الإنجليزية)